# Godos (Teruel)
Godos es una localidad española perteneciente al municipio turolense de Torrecilla del Rebollar, en la comunidad autónoma de Aragón. Ubicada en la comarca del Jiloca, cuenta con una población de 77 habitantes.

## Contexto geográfico
Está situada en la comarca del Jiloca, a 20 km de su capital (Calamocha) y a 121 km de Zaragoza, en una de las partes más altas del valle del río Jiloca, a unos 1144 m de altitud sobre el nivel del mar.

## Flora
En cuanto a la vegetación típica de la zona, al ser zona mediterránea, podemos encontrar matorrales, bosques de encinas y rebollos (en desaparición), pinos negros,… la tierra es arcillosa, y podemos encontrar grandes laderas de yeso. Así lo recogía Madoz, en el primer tercio del siglo XIX, hablando del término de Godos: «bueno, casi todo de secano, parte arcilloso, parte de guijo, con porción de tierra blanca y un monte muy abundante de estepa y rebollo».

## Clima
El clima es suave en verano e inviernos fríos con temperaturas por debajo de los cero grados, los otoños y las primaveras lluviosos.

## Historia
Perteneció a Daroca, ya figuraba en los diezmos y primicias que en 1205 tributaban a la iglesia de Santiago de Daroca. En 1711 era aldea, lugar hasta 1785 y ayuntamiento desde 1834. Después perteneció a Segura de Baños, Montalbán y desde 1965 al de Calamocha y Torrecilla. Hoy es uno de los 57 núcleos de población que forman la comarca del Jiloca.
En el año 1248, por privilegio de Jaime I, este lugar se desliga de la dependencia de Daroca, pasando a formar parte de Sesma de Barrachina en la Comunidad de Aldeas de Daroca, que en 1838 fue disuelta.
También perteneció a la orden del Santo Sepulcro.  En 1333 fue lugar de encuentro del rey Alfonso IV con su consejero Martín Garcés de Marcilla y el caballero turolense Lope de Concud, quien le advirtió de las intrigas, que tramaban contra él, la reina Leonor de Castilla.
Fue lugar de refugio en la guerra de los Pedros, padeció epidemias y enfermedades que diezmaron su población. Sabemos que en 1373 se registraron 36 moravedís, 60 en 1387, en 1400 había 48 casas, 18 fuegos en 1495, 1523 y 1609, 61 en 1646, 74 vecinos en 1713, 100 en 1797.
A mediados del siglo XIX, el lugar, por entonces con ayuntamiento propio, contaba con una población censada de 202 habitantes. La localidad aparece descrita en el octavo volumen del Diccionario geográfico-estadístico-histórico de España y sus posesiones de Ultramar de Pascual Madoz de la siguiente manera:

GODOS: l. con ayunt. en la prov. de Teruel (1 1 leg.), part. jud de Segura (2 y 1/2), dióc., aud. terr. y c. g. de Zaragoza (16). sit. en un collado entre los cerros llamados de San Cristóbal y la Rubia á distancia de 1/4 de leg. de cada uno con libre ventilacion, especialmente del viento N. y NO., y clima frio, siendo las enfermedades mas frecuentes los catarros pulmonales, pleuresías y carbunclos. Consta de 66 casas de pocas comodidades interiores, formando cuerpo de pobl., repartidas en 4 calles y una plaza, estrechas unas y otra sin empedrar: tiene casa de concejo, cárcel, escuela de primeras letras, dotada con 10 cahices de trigo y 30 escudos, concurrida por un corto número de niños; igl. parr. (Sta. Elena), de primer ascenso, servida por un cura de concurso general y provision ordinaria.; dos fuentes nombradas Vieja y Nueva, cuyas aguas de buena calidad y en un tanto ferruginosas aprovechan para los usos necesarios de los vec.; y por último, el cementerio sit. al E. del pueblo en nada perjudica á la salud pública. Confina el térm. por el N. con Fonfria; E. Torrecilla; S. Torre los Negros, y O. Barrachina: se estiende de N. á S. 2 y 1/2 leg. y poco mas de una de E. á O.: dentro de su circunferencia se encuentra una erm. al S. y 1/4 de leg. de la pobl., dedicada á San Cristóbal, y le baña el pequeño r. Godos, que nace en el térm. de Torrecilla, llevando su curso de O. á E.: sus aguas sirven para el riego de una pequeña porción de tierra. El terr. es bueno, casi todo de secano, parte arcilloso, parte de guijo con porcion de tierra blanca y un monte nombrado Godos, muy abundante de estepa y rebollo. Los caminos conducen á Segura y tierra baja, regulares en tiempos secos, pero intransitables en los lluviosos. La correspondencia se recibe de la estafeta de Calamocha por balijero, que la lleva hasta Montalvan dos veces en la semana. ind.: la agrícola, 2 molinos harineros y elaboracion del cáñamo para alpargatas. prod. trigo, morcacho, cebada y algunas frutas y legumbres; hay ganado lanar y en corto número de pelo, y caza de perdices, conejos y pocas liebres. pobl.: 50 vec., 202 alm. cap. imp.: 34,221 rs. El presupuesto municipal asciende á 3,000 rs., y se cubre por reparto vecinal.
(Madoz, 1847, pp. 431-432)

Sufrió las guerras carlistas, y en 1839 el general Espartero obligó a desalojar algunas tropas carlistas atrincheradas en Godos. En la guerra civil durante bastante tiempo estuvo en medio de la frontera entre las tropas republicanas y las de Franco. A comienzos del siglo XIX eran 308 habitantes que más o menos se mantuvieron hasta 1950, pero en 1981 eran ya sólo 86 y 70 en 1984.== Geografía humana ==

## Demografía
| Gráfica de evolución demográfica de Godos entre 1842 y 1960 |
| |
| Población de derecho según los censos de población del INE Población de hecho según los censos de población del INEEntre el censo de 1970 y el anterior, este municipio desaparece porque se integra en el municipio 44222 (Torrecilla del Rebollar) |

## Economía
La agricultura practicada en Godos es principalmente de secano, trigo, cebada y avena. Estos cereales son vendidos a la cooperativa Valhondo, primeramente pesados en la báscula, y después son molidos en Calamocha, en la antigüedad existía un molino en el pueblo, pero ahora ya no y se ha adaptado su uso como peña (para más información, leer punto 4: fiestas, costumbres y gastronomía). Además de estos cultivos, antiguamente se cultivaba la vid, cáñamo y azafrán.
Sus condiciones climáticas y de vegetación permiten el crecimiento de setas, como las de cardo (pleurotus eryngi), los rebollones, o algunas no tan conocidas como la trompeta de los muertos (craterellus cornucopioides), la trompeta naranja (chantarelus lutcenses), la seta de Mayo o de San Jorge, y como no, la seta de los césares, la Amanita Caesaria además de muchas otras.
La ganadería se basa en el ganado ovino, una granja de conejos y gallinas, además de más aves de corral.
La caza es una tradición que en este pueblo pasa de padres a hijos, hay dos temporadas, la de caza menor (perdices, codornices, liebres,…) y la de caza mayor (jabalí, corzos,…). Todos los jueves y viernes temprano se sale a cazar estos ejemplares.

## Vida diaria
Si hablamos un poco del pasado, podemos encontrar alguna tienda de comida, que hoy en día no hay ninguna, y el pan viene cada dos días o tres con una furgoneta a venderlo, al igual que un todo a cien, frutería y supermercado (todos en furgonetas), la única “tienda que encontramos es un bar perteneciente a la asociación cultural santa Elena. Encontramos también una consulta médica que abre una vez por semana. Además antes había dos posadas, y vivían 300 personas, no como hoy en día.

## Personas notables
Debido a la escasa población del pueblo, no hay muchos personajes ilustres, pero en este trabajo no se puede no nombrar al hijo ilustre por excelencia de Godos, Álvaro Ibáñez Lázaro, un mártir cristiano.
También se conoce la existencia de fray Joaquín de Godos, laborioso capuchino que vivió entre el siglo XVII y el XVIII, o el padre del escritor Benjamín Jarnés, Pedro Jarnés Aznar, que pasó los últimos años de su vida en Godos donde fue enterrado en 1907 y a cuyo sepelio, naturalmente, asistió su hijo.